# Kristofferholmen (Fjell)
Ne doit pas être confondu avec Kristofferholmen.
Kristofferholmen est une île dans le landskap Sunnhordland du comté de Vestland. Elle appartient administrativement à Øygarden.

## Géographie
Rocheuse et désertique, elle s'étend sur environ 270 m de longueur pour une largeur approximative de 141 m.